# Agnathosia chasanica
Agnathosia chasanica är en fjärilsart som beskrevs av Reinhardt Gaedike 2000. Agnathosia chasanica ingår i släktet Agnathosia och familjen äkta malar. Inga underarter finns listade i Catalogue of Life.